# Царь Омашу
«Царь Омашу» (англ. The King of Omashu) — пятый эпизод первого сезона американского мультсериала «Аватар: Легенда об Аанге».

## Сюжет
Команда Аватара прибывает в город царства Земли Омашу, где жил друг Аанга Буми. Они решают замаскировать Аватара под старика, чтобы не нажить проблем. Для этого он использует шерсть Аппы. На подходе к воротам Аанг говорит, что в Омашу самые доброжелательные люди, но затем они видят, как стража прогоняет продавца капусты, сбрасывая с обрыва его телегу с товаром. Аангу, Сокке и Катаре удаётся пройти через охрану. В городе они видят почтовую систему, состоящую из труб и жёлоб, которая тянется по всем улицам. Аанг вспоминает, как его друг Буми мыслил специфически и катался с Аватаром по ним. Аанг предлагает сделать также Сокке и Катаре. Когда они скатываются вниз, то съезжают с трубы и попадают в аварию, уничтожая в конце тележку с капустой того продавца.
Детей приводят к царю Омашу, который вопреки ожиданиям не наказывает их, а устраивает пир. После ужина он бросает в Аанга ножку курицы, и тот использует покорение воздуха. Царь заявляет, что это Аватар, и говорит, что завтра он должен будет пройти 3 испытания. Только после этого он сможет уйти. Их закрывают в комнате, и Аанг хочет, чтобы Момо пролез через отдушину и позвал Аппу, но объевшийся лемур не может туда втиснуться. Тогда Аватар оставляет эту идею. Позже он просыпается и не видит Сокку и Катару. Солдат забирает его шест и отводит к царю. Правитель хочет узнать мнение Аанга о его новом наряде, и мальчик отвечает, что он хороший. Царь шутит, что он прошёл первое испытание. Он показывает, что надел на его друзей кольца из чистого дженамита, который скоро полностью покроит их собой. Таким образом царь заставляет Аанга проходить испытания.
Он просит Аанга достать ключ от ларца с едой из водопада. Несколько раз Аватар не может преодолеть воду, чтобы это сделать, и тогда решает использовать колья, которые были на площадке, чтобы бросить одно из них в поток водопада, зацепив ключ. У него это получается. Во втором испытании царь просит Аанга привести ему питомца Флопси. Аватар видит кролика и гонится за ним, но сзади на него бросается огромное чудовище. Когда кролик убегает в нору, Аанг догадывается, что Флопси — это зверь, гнавшийся за ним. Третье испытание проходит на боевой арене. Царь говорит Аватару, что тот может выбрать себе противника, и подходят 2 бойца. Однако Аанг выбирает царя. Внезапно похожий на хилого старика правитель показывает своё мускулистое тело. Аватару отдают его шест, и они начинают сражаться. В ходе битвы Аанг уклоняется от атак покорителя земли и в конце даёт отпор. Царь хвалит Аватара и просит назвать своё имя. Подумав над прошедшими испытаниями, Аанг понимает, как его зовут. Он отвечает, что царь Омашу — это его безумный гениальный друг Буми. Царь разбивает дженамит, сделанный из леденцов и покрывший тела Сокки и Катары, и говорит, что впереди Аангу предстоит непростая задача: овладеть 4 стихиями, чтобы победить Хозяина Огня Озая. Перед уходом Аватар катается с Буми по трубам почтовой системы.

## Отзывы

Динамика оценок IGN к эпизодам 1 сезона мультсериала

Тори Айрленд Мелл из IGN поставил серии оценку 8,7 из 10 и написал, что «наступил момент, когда фанаты „Аватара“ ждали рецензию на эпизод из первого сезона с оценкой ниже девятки». Он отметил, что «хотя это был потрясающий эпизод», и он «снова влюбился в магию Земли, в этой серии была серьёзная проблема». Критик написал, что «когда Аанг вспоминал своего друга детства Буми, мы увидели, что у него очень уникальный вид, а когда Аанг встретился с царём впервые за 100 лет спустя (или несколько дней для Аанга) он понятия не имел, кто это, и даже не посчитал, что тот выглядит знакомо». Рецензент написал, что у него «есть друзья детства, которых он не видел 20 лет, но у них были отличительные черты, которые он никогда бы не забыл даже после их старения», а «у царя Буми огромные щели в зубах, растрёпанные волосы и, что наиболее очевидно, этот сумасшедший правый глаз». Меллу показалось, что «было бы намного лучше, если бы Аанг хотя бы подумал, что царь выглядит знакомо».
Хайден Чайлдс из The A.V. Club написал, что «„Царь Омашу“ — это шутливый эпизод, который знакомит зрителей с царём Буми, который является, пожалуй, единственным живым человеком, знавшим Аанга до его 100-летнего отсутствия». Он отметил, что «некоторые шутки в этом эпизоде не так сильно понравятся тем, кто ещё не вовлечён в сюжет», однако тем не менее похвалил сцену, в который царь Омашу обсуждал со своими слугами, как стоит назвать тюремную комнату, в которую заключал героев.
Даниэль Монтесиноса-Донахью из Den of Geek посчитал, что «Омашу — довольно интересное с точки зрения дизайна место». Критик высказался, что «слепой, глухой и немой человек мог бы понять примерно за секунду», что Буми — царь города.
Screen Rant поставил серию на 10 место в топе лучших эпизодов 1 сезона мультсериала по версии IMDb.